# Морска крастача
Морска крастача (лат. Bufo marinus)  је најкрупнија жаба на свету. Женке су дугачке 22 цм и тешке 1,5 кг. Чак и мужјаци који су мањи од  женки а  дуги су 14 цм, још увек су дивови у свету жаба. Величина и могућност  излучивања отрова из жлезди у кожи ограничила им је број природних непријатеља.

## Станиште
Природно станиште  им  је близу воде, поред насељених и шумовитих подручја Мексика или делова Јужне Америке. Попут осталих водоземаца,  морске крастаче морају одржавати кожу влажном како би спречиле њено потпуно исушивање. Из тог разлога активне су ноћу, а током дана скривају се од врућине  и закопавају  у растресито земљиште и лишће. Послеподне крећу у потрагу за храном: лептирима, инсектима, малим сисарима, птицама, гмизавцима, па чак и осталим жабама.
Ноћу су морске крастаче врло гласне и друштвене- нарочито у доба размножавања, када мужјаци јаким гласањем привлаче женке. Женке морских крастача производе неколико хиљада јаја годишње. Полажу их у великим низовима, омотане око водених биљака. Јаја затим оплоде мужјаци. Неколико дана након оплођења из јаја  се развијају пуноглавци.

## Нови назив
Морске крастаче имају неколико других назива, укључујући џиновске жабе и жабе шећерне трске.
У њеној домовини  налазимо је на великом подручју, али исто тако и у удаљеним крајевима попут Хаваја,  Флориде, Порторика и Нове Гвинеје где су је људи пренели почетком 20- ог века. У Аустралију је унесена са намером да контролишу штетне бубе које су  пустошиле поља шећерне трске. Међутим ове жабе нису волеле да живе  у шећерној трсци зато што нису имале где да се склоне преко дана. Услед тога оне су се прошириле ван поља шећерне трске, где су се храниле малим гмизавцима и сисарима, од којих су сада неки ретки због тога што су их оне истребиле. Данас су ове жабе озбиљне штеточине у Аустралији.
Морска крастача може попрскати свог непријатеља  отровом из жлезда на удаљености већој од  једног метра. Ако отров  случајно доспе човеку на руке или га он нехотице прогута, изазваће  повраћање и болове у стомаку. Без обзира што су отровне, много деце  у Аустралији држи морску крастачу као кућног љубимца.

## Референца
1. ↑  „Дрво знања-Енциклопедијски часопис за младеж”. Архивирано из оригинала 02. 02. 2001. г.